# 3月14日
3月14日是公历一年中的第73天（闰年第74天），离全年的结束还有292天。

## 大事记

### 19世紀以前
- 1489年：威尼斯共和国逼迫塞浦路斯王国女王卡特琳娜·科纳罗退位，并取得该岛行政权。
- 1590年：法国国王亨利四世率领胡格诺派军队在伊夫里战役中击败天主教联盟军队。
- 1647年：三十年战争：巴伐利亚、科隆、法国及瑞典签署乌尔姆停战协定（德语：Waffenstillstand von Ulm）。
- 1689年：在光榮革命後，英國議會通過決議，宣布由威廉和瑪麗共同統治英格蘭，稱威廉三世和瑪麗二世。
- 1794年：美国发明家伊莱·惠特尼获得现代轧棉机的专利，其后改变美国的棉花产业。

### 19世紀
- 1847年：根据莎士比亚同名著作改编，由威尔第作曲的歌剧《麦克白》在意大利佛罗伦萨首演。
- 1862年：美利堅聯盟國的一支主要軍團北維吉尼亞軍團成立。
- 1900年：美国采用金本位。

### 20世紀
- 1926年：哥斯达黎加一列火车坠河（英语：El Virilla train accident），造成248人死亡。
- 1937年：意大利獨裁者墨索里尼檢閱進駐利比亞的意大利軍隊[1] 。
- 1939年：納粹德國军队完全占领捷克斯洛伐克的波希米亚和摩拉维亚。
- 1943年：第二次世界大战：波兰城市克拉科夫的犹太人区被扫荡。
- 1945年：第二次世界大战：英國皇家空軍對納粹德國比勒費爾德的鐵路高架橋首次使用重達2.2萬磅的大滿貫炸彈轟炸。
- 1951年：在朝鲜战争中，联合国军第二次收复漢城（今首爾）。
- 1967年：约翰·肯尼迪的遗体被护送至永久埋葬地阿靈顿国家公墓。
- 1978年：以色列国防军开始入侵并占领黎巴嫩南部，这迫使巴勒斯坦解放组织撤往利塔尼河以北。
- 1979年：中国民航一架三叉戟飛機坠毁于北京附近的一座工厂，据称造成至少45人死亡[2] 。
- 1980年：一架伊留申-62在紧急着陆时坠毁在波兰首都华沙附近，造成美国拳击队（14人）及另外73人死亡。
- 1988年：在中華人民共和國計畫於南沙群島設立海洋觀測站後，隨即與越南在附近海域爆發赤瓜礁海戰。
- 1989年：枪支管制：美國總統喬治·沃克·布殊颁布禁令，禁止进口某些被认为是攻击性武器的枪支到美国。
- 1990年：蘇聯人民代表大會選舉米哈伊爾·戈巴契夫為首任總統，但在1年後因為蘇聯解體而辭職。
- 1991年：香港警方破獲第一宗以彩色影印機印製偽鈔的案件。
- 1994年：芬兰程式设计师林纳斯·托瓦兹正式释出由其开发的作业系统Linux的核心。
- 1995年：诺曼·萨加德成为首位乘坐俄罗斯发射的航天器上太空的美国宇航员。
- 1997年：中国全国人民代表大会通过议案，将重庆市升格为中国的第4个直辖市。

### 21世紀
- 2002年：一輛載滿乘客的香港直通巴士在前往台山市途中於廣深高速公路失事著火焚燒，一個老伯死亡，四十幾人受傷[3]。
- 2003年：台灣出現首個SARS案例。
- 2004年：第四部《中华人民共和国宪法》继1988年、1993年和1999年，第四次經全国人民代表大会修改。
- 2005年：中华人民共和国全國人民代表大會通過《反分裂國家法》。
- 2008年：中国西藏自治区首府拉萨市爆发藏族大规模示威抗议，并波及到藏区各地。
- 2009年：美國眾議院正式通過將每年的3月14日設定為「圓周率日」（Pi day）
- 2013年：习近平于十二届全国人大一次会议上当选国家主席、国家军委主席。

## 出生
- 1681年：格奥尔格·菲利普·泰勒曼，德国作曲家（1767年逝世）
- 1804年：老约翰·施特劳斯，奥地利作曲家（1849年逝世）
- 1807年：洛伊希滕貝格的約瑟芬，瑞典和挪威王后（1876年逝世）
- 1820年：維托里奧·埃馬努埃萊二世，義大利國王（1878年逝世）
- 1822年：特雷莎·克里斯蒂娜，巴西皇后（1889年逝世）
- 1823年：西奧多·龐維勒，法國诗人（1891年逝世）
- 1835年：喬凡尼·斯基亞帕雷利，義大利天文学家（1910年逝世）
- 1837年：葉亞來，吉隆坡第三任甲必丹。（1885年逝世）
- 1837年：三條實美，日本政治人物。（1891年逝世）
- 1844年：翁貝托一世，義大利國王（1900年逝世）
- 1854年：保羅·埃爾利希，德國免疫学家，1908年諾貝爾生理學或醫學獎得主（1915年逝世）
- 1854年：托马斯·R·马歇尔，美國政治人物，第28任美國副總統（1925年逝世）
- 1855年：克勞德·鮑斯-萊昂，英國貴族，第十四代斯特拉斯莫爾和金霍恩伯爵（1944年逝世）
- 1862年：威廉·皮耶克尼斯，挪威气象学家（1951年逝世）
- 1863年：筑紫熊七，日本陸軍中將（1944年逝世）
- 1863年：德富蘇峰，日本評論家（1957年逝世）
- 1866年：伍盤照，美國作家、牧師、獨立報人、演說家（1931年逝世）
- 1876年：列夫·貝爾格，俄羅斯地理學家、生物學家、魚類學家（1950年逝世）
- 1879年：成泰帝阮福昭，越南阮朝第10任皇帝（1954年逝世）
- 1879年：阿尔伯特·爱因斯坦，美國物理学家，1921年諾貝爾物理學獎得主（1955年逝世）
- 1882年：瓦茨瓦夫·謝爾賓斯基，波蘭数学家（1969年逝世）
- 1901年：小栗虫太郎，日本推理小說家（1946年逝世）
- 1903年：穆斯托伐·巴爾札尼，庫德族民族主義領導者（1979年逝世）
- 1905年：雷蒙·阿隆，法國社會學家（1983年逝世）
- 1908年：莫里斯·梅洛-龐蒂，法國哲學家（1961年逝世）
- 1911年：吉泽章，日本折纸艺术家（2005年逝世）
- 1924年：赤木春惠，日本女演員（2018年逝世）
- 1928年：弗兰克·博尔曼，美国宇航员
- 1929年：托馬斯·N·希巴德，美國數學家、計算機科學家（2016年逝世）
- 1930年：鄭鴻標，馬來西亞企業家，大眾銀行創始人（2022年逝世）
- 1933年：阿德爾伯特·沃爾德倫，美國陸軍狙擊手（1995年逝世）
- 1933年：昆西·瓊斯，美國唱片製作人（2024年逝世）
- 1933年：米高·肯恩，英國男演員
- 1934年：尤金·塞尔南，美国宇航员（2017年逝世）
- 1939年：中澤啟治，日本漫畫家（2012年逝世）
- 1940年：濱崎昌弘，日本足球運動員（2011年逝世）
- 1941年：，德國電影導演（2022年逝世）
- 1945年：栗原小卷，日本女演員
- 1946年：韦斯·昂塞尔德，美國職業籃球運動員（2020年逝世）
- 1947年：阿爾卡迪·內米羅夫斯基，俄裔美國數學家
- 1947年：李·安妮·威爾森，美國天文學家
- 1946年：中西宏明，日本企業家，日立製作所第十任社長（2021年逝世）
- 1948年：何家駒，香港男演員（2015年逝世）
- 1948年：五木宏，日本演歌男歌手
- 1948年：比利·克里斯托，美國男演員、主持人
- 1949年：韓振熙，韓國男演員
- 1950年：廖玉蕙，台灣當代文學女作家
- 1950年：李亞萍，台灣女演員
- 1952年：檢場，台灣男演員
- 1953年：蒂姆·愛爾蘭，美國棒球運動員
- 1956年：阿列克謝·帕基特諾夫，俄羅斯電腦工程師
- 1957年：馬克·戈登，美國政治人物
- 1958年：阿尔贝二世，现任摩纳哥亲王
- 1962年：師小紅，中國男演員
- 1962年：津野田成美，日本女配音員
- 1963年：久高友雄，日本足球運動員（1999年逝世）
- 1963年：前田真宏，日本男動畫師、動畫導演
- 1964年：郭子乾，台灣男藝人
- 1964年：稻田浩司，日本男漫畫家
- 1964年：荒川稔久，日本男動畫、特攝腳本家
- 1965年：阿米爾·罕，印度演員、導演、製作人
- 1965年：凱文·布朗，美國棒球運動員
- 1967年：菲利普·普图，法國極左翼政治人物
- 1969年：山口智充，日本搞笑男藝人
- 1969年：中田正彥，日本男動畫師、人物設計師
- 1969年：賴瑞·強森，美國籃球運動員
- 1970年：姿月麻人，日本女演員
- 1970年：齋藤春香，日本壘球女運動員
- 1971年：加瀨康之，日本男性聲優
- 1972年：蔣偉文，台灣男藝人
- 1975年：蔡淑臻，台灣女演員、模特兒
- 1976年：寇瑞·史托爾，美國男演員
- 1977年：松田直樹，日本足球運動員（2011年逝世）
- 1977年：星野亞希，日本寫真女星、女藝人
- 1977年：姜京憲，韓國女演員
- 1978年：湯駿業，香港男歌手
- 1978年：文熙俊，韓國男子偶像團體H.O.T.隊長
- 1978年：彼得·范登·霍根班德，荷蘭游泳運動員
- 1979年：高崚，中國女子羽毛球运动員
- 1979年：尼古拉·安耐卡，法國足球運動員
- 1980年：青木崇高，日本男演員
- 1981年：巴比·占克斯，美國職業棒球運動員（2025年逝世）
- 1981年：金莎，中國女歌手
- 1982年：朱木炎，台灣男子跆拳道運動員
- 1983年：pako，日本男插畫家
- 1984年：安東尼·波羅夫斯基，加拿大电视名人
- 1986年：傑米·貝爾，英國男演員
- 1987年：磯貝龍虎，日本男演員
- 1988年：馬思純，中國女演員
- 1988年：史蒂芬·柯瑞，美國籃球運動員
- 1988年：莎夏·葛蕾，美國前色情演員
- 1989年：柚本紗希，日本AV女優
- 1990年：黑木華，日本女演員
- 1991年：酒井高德，日本足球運動員
- 1992年：劉艾立，台灣女歌手
- 1993年：吳優，中國女演員
- 1993年：安東尼·本內特，美國籃球運動員
- 1994年：安索·艾格特，美國男演員、電子音樂製作人、DJ
- 1995年：朴智彬，韓國男演員
- 1997年：西蒙·拜爾斯，美國女子競技體操運動員
- 1998年：周卓盈，香港女歌手
- 2000年：朴志焄，韓國男子偶像團體TREASURE成員
- 2002年：王康怡，香港女子網球運動員
- 2005年：達里奧·埃蘇戈，葡萄牙職業足球運動員
- 2008年：艾比·萊德·福特森，美國女演員
- 生年不詳：藤井隼，日本男性聲優

## 逝世
- 235年：郭女王，魏文帝曹丕皇后（184年出生）
- 313年：晋怀帝司馬熾，西晋第三代皇帝（284年出生）
- 757年：李璘，唐玄宗之子（720年出生）
- 840年：艾因哈德，法兰西王国文史学家（770年出生）
- 1632年：德川秀忠，日本江戶幕府第2代征夷大將軍（1579年出生）
- 1682年：雅各布·伊薩克松·范勒伊斯達爾，荷蘭風景畫家（1628年出生）
- 1765年：綾川五郎次，日本江戶時代相撲力士，第2代橫綱（1703年出生）
- 1805年：紀昀，清朝學者、政治人物（1724年出生）
- 1811年：奧古斯都·菲茨羅伊，英國首相，第三代格拉夫頓公爵（1735年出生）
- 1823年：约翰·杰维斯，第一代圣文森特伯爵，英国皇家海军元帅，英国国会议员（1735年出生）
- 1823年：夏爾·弗朗索瓦·迪穆里埃，法國將領（1739年出生）
- 1860年：劉易斯·查爾斯·萊文，美國政治人物（1808年出生）
- 1883年：卡尔·马克思，德國哲學家（1818年出生）
- 1927年：比志島義輝，日本陸軍將領（1847年出生）
- 1931年：河合鈰太郎，日本森林學家，阿里山森林鐵路的倡建者（1865年出生）
- 1932年：喬治·伊士曼，美國發明家，柯達公司創辦人及膠卷發明人（1854年出生）
- 1939年：細野正文，日本鐵道官僚，鐵達尼號生還者（1870年出生）
- 1942年：弗里德里希·卡爾·喬治·費德，德國植物學家（1873年出生）
- 1980年：洪炎秋，臺灣作家、教師（1899年出生）
- 1980年：穆罕默德·哈達，印尼政治人物，第3任印尼總理（1902年出生）
- 1989年：波旁-帕爾馬的齊塔，奧地利皇后、匈牙利王后（1892年出生）
- 1989年：張星賢，臺灣男子田徑運動員（1910年出生）
- 1996年：王洛宾，中国音乐家（1913年出生）
- 2000年：涂敏恆，臺灣作曲家（1943年出生）
- 2001年：梁成恩，因公殉職香港警員（1976年出生）
- 2005年：吉泽章，日本折纸艺术家（1911年出生）
- 2013年：英薩利，赤柬高層人物之一，曾任赤柬政權副總理及外長。（1925年出生）
- 2014年：托尼·本恩，英國工黨政治家。（1925年出生）
- 2017年：渡瀬恒彦，日本演員（1944年出生）
- 2018年：史蒂芬·霍金，英国物理学家、宇宙学家（1942年出生）
- 2018年：阿德里安·拉莫，美國威脅分析師、駭客（1981年出生）
- 2022年：史蒂芬·威爾海特，美國計算機科學家，圖形文件格式GIF的發明者（1948年出生）
- 2022年：李進進，華裔美國律師，六四事件學生運動領袖（1955年出生）
- 2022年：史考特·霍爾，美國職業摔角選手（1958年出生）
- 2024年：寺田農，日本男演員、聲優（1942年出生）
- 2025年：劉鴻儒，中國經濟學家（1930年出生）
- 2025年：林贊庭，台灣電影攝影師（1930年出生）
- 2025年：張振寰，臺灣男演員（1959年出生）

## 节假日与习俗
- 圓周率日
- 中華民國：反侵略日
- 安道尔：憲法日
- 爱沙尼亚：母語日
- 日本：白色情人节